# Idris Jones

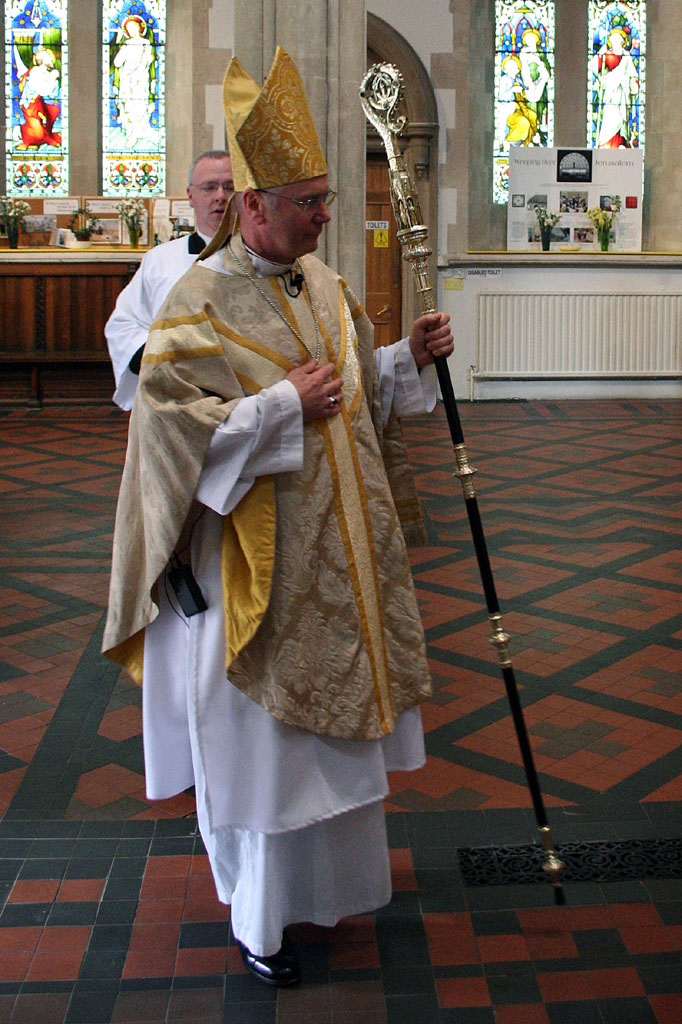
Idris Jones

Idris Jones (* 2. April 1943) war bis 2009 anglikanischer Bischof der Diözese von Glasgow und Galloway und der Primas der Scottish Episcopal Church.

## Leben
Jones studierte am St David’s University College in Lampeter und erlangte 1964 den Bachelor of Arts. Nach einem weiteren Studium an der Universität Edinburgh zum Diplom-Theologen wurde er 1967 zum Diakon und 1968 zum Priester geweiht. Bis 1970 war er als Kurat an der anglikanischen Gemeinde in Stafford tätig. 1970 bis 1973 war er Precentor der St Paul’s Cathedral in Dundee. Danach war er sieben Jahre lang Team Vicar in der St Hugh’s Kirche in Gosforth (Tyne and Wear). 1980 wurde er Rektor der Gemeinde in Montrose (Angus). Jones erhielt 1984 einen Doktorgrad vom New York Theological Seminary. 1989 wurde er anglikanischer Kaplan an der Universität Dundee und Rektor von Invergowrie. 1992 bis 1998 war er Team Rector der Gemeinden in Ayr, Maybole und Girvan. 1998 wurde Jones zum Bischof für das Bistum Glasgow und Galloway geweiht. Am 18. Mai 2006 wurde er von seinen Amtsbrüdern zum Primas der Scottish Episcopal Church gewählt, als Nachfolger von Bruce Cameron. Bei dieser Wahl ergab sich eine Stimmengleichheit zwischen ihm und dem anderen Kandidaten, die durch das Los entschieden wurde; danach wurde er einstimmig gewählt.